# والتر دبليو. هيس
والتر دبليو. هيس (بالإنجليزية: Walter W. Hess)‏ هو عسكري أمريكي، ولد في 17 مارس 1892 في بنسيلفانيا في الولايات المتحدة، وتوفي في 10 أبريل 1972 في مقاطعة سانتا كلارا في الولايات المتحدة.